# Dioptis cyma
Dioptis cyma är en fjärilsart som beskrevs av Jacob Hübner 1818. Dioptis cyma ingår i släktet Dioptis och familjen tandspinnare. Inga underarter finns listade i Catalogue of Life.